# Lierre terrestre
Glechoma hederacea
Pour les articles homonymes, voir Lierre.
Espèce
Classification phylogénétique
Le Lierre terrestre, ou Gléchome lierre terrestre (Glechoma hederacea) est une espèce de plantes à fleurs de la famille des Lamiacées (famille des menthes notamment). C'est une plante herbacée couvre-sol. Elle est parfois appelée courroie de saint Jean ou courroie de terre (pour ses stolons), herbe de Saint-Jean, herbe du bonhomme, rondelotte ou rondette (pour la forme de ses feuilles), ou encore lierret.

## Phytonymie

### Étymologie
Le nom de genre Glechoma vient du latin glechon, gliconus, et du grec ancien βληχώ – blêkhô (Théophraste IX, 16, 1) et γλήχων – glêkhôn (Dioscoride, 3.31) signifiant « Mentha pulegium, menthe pouliot » (plante médicinale très estimée jusqu’à la Renaissance). Linné a choisi librement ce nom, d’après une vague ressemblance entre les verticilles espacés de fleurs bleues du Glechoma et ceux de la menthe pouliot.
L'épithète spécifique hederaceus signifie "relatif au lierre", dérivé de hedera « lierre », la plante évoquant le lierre avec ses tiges rampantes qui peuvent parcourir de grandes distances.

### Noms vernaculaires
- Français : parfois appelé herbe de Saint-Jean (nom plus couramment attribué au Millepertuis perforé), couronne de terre, courroie de terre[4], gléchome faux-lierre, drienne[5], glécome, rondette (Canada)…[6]
- Anglais : ground ivy, alehoof, tunhoof, gill, gill-over-the ground, hedgemaid, catsfoot, creeping charlie, creeping charley, robin-run-in-the-hedge (rouge-gorge-courant-vers-la-haie) ou runaway-robin (rouge-gorge fuyant)…
- Allemand : Gundermann, Gundelrebe…[5]

## Description

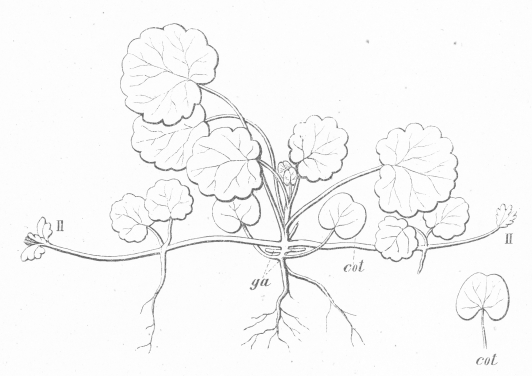
Reproduction végétative par stolons.

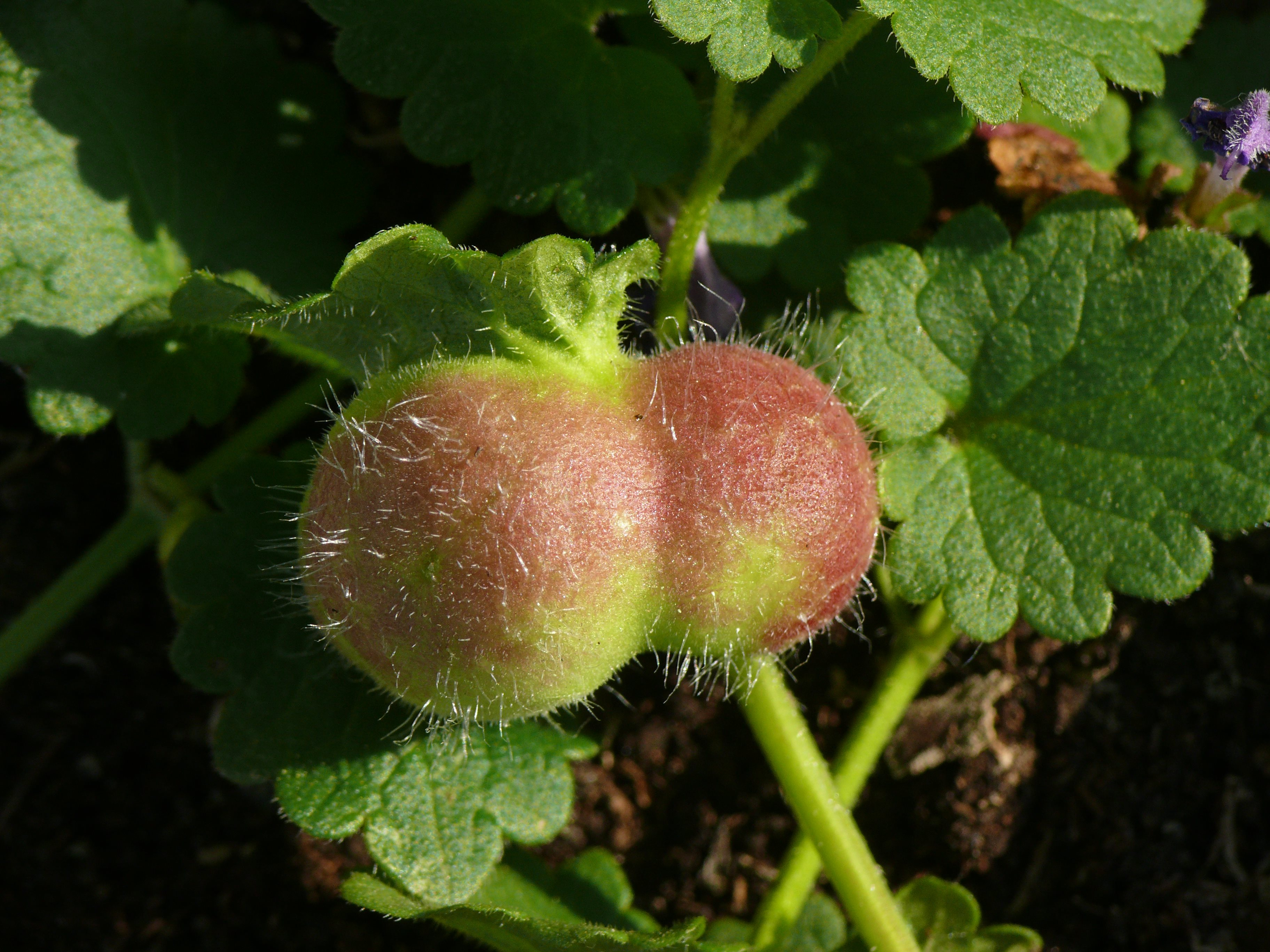
Galles provoquées par une petite guêpe, ', et jadis consommées comme un fruit, surnommé « la pomme du Lierre terrestre ».

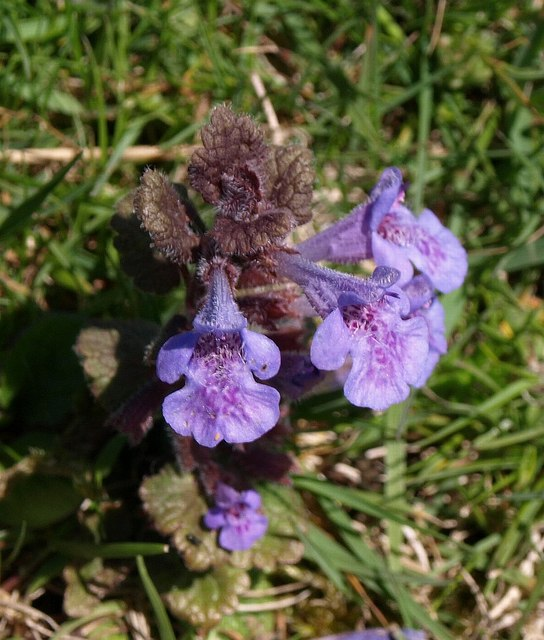
Fleur zygomorphe mieux adaptée aux pollinisateurs.

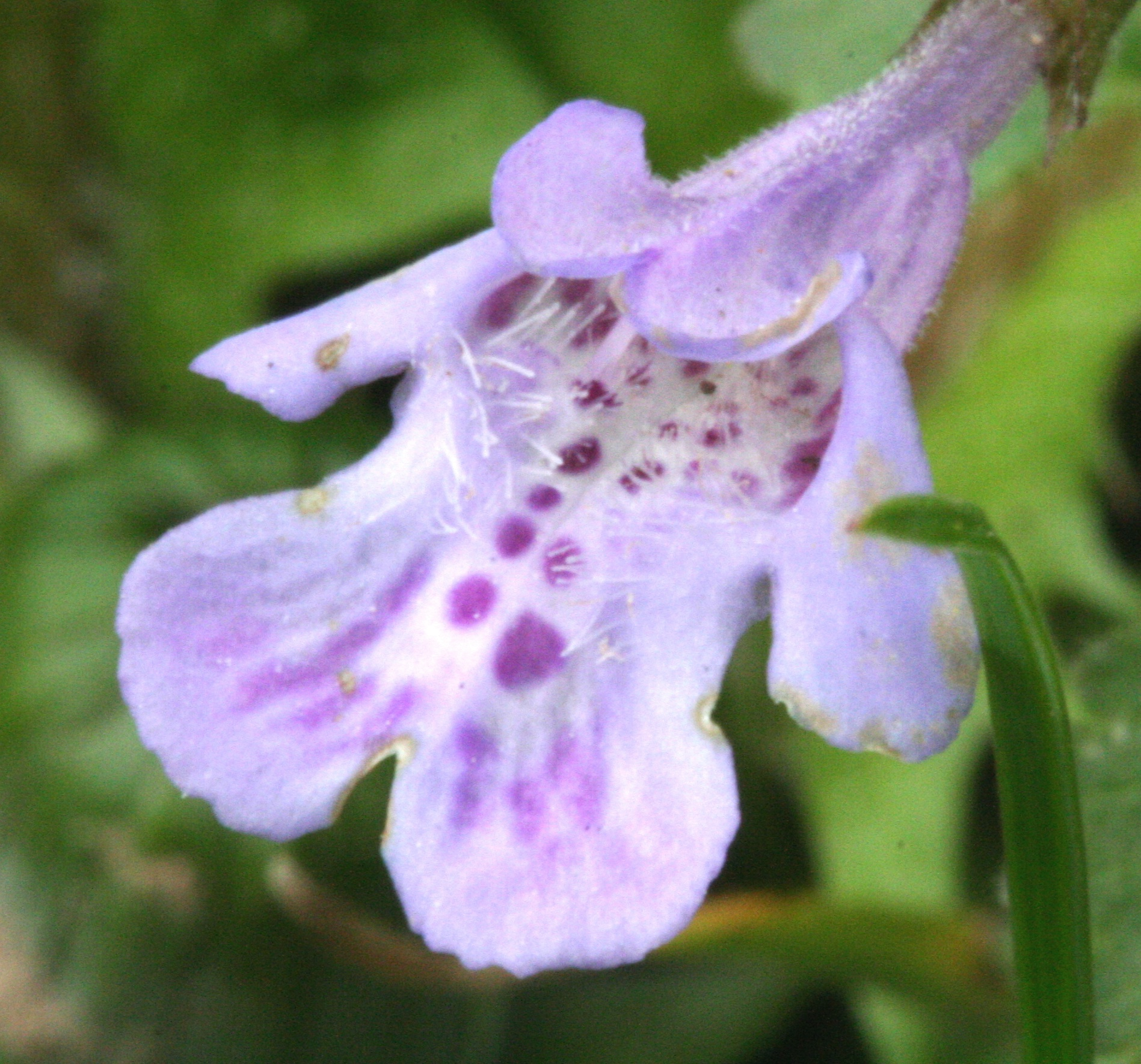
Corolle avec son guide de nectar formé par des taches pourpres.

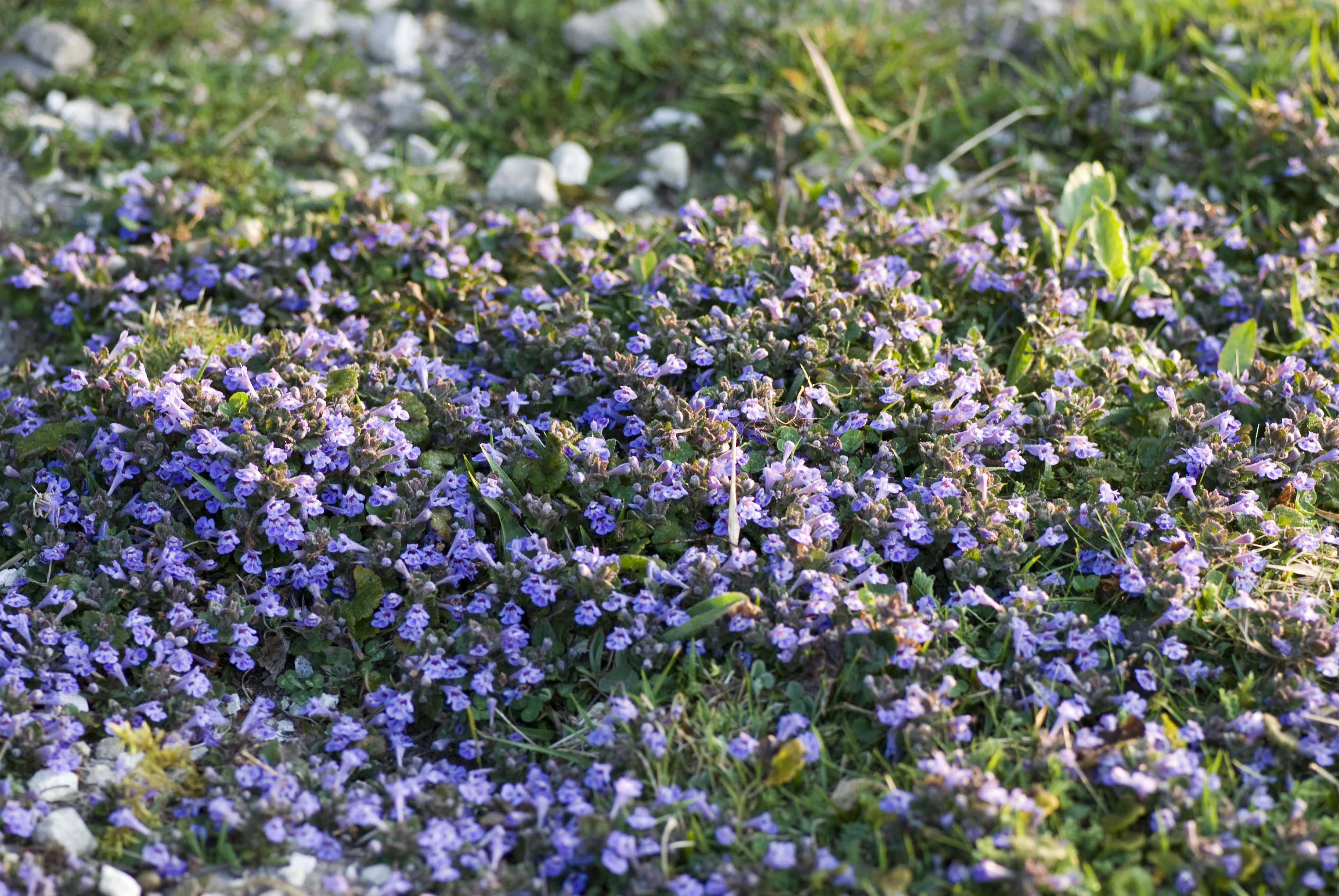
Habitus.

### Appareil végétatif
C'est une plante vivace et rampante de 5 à 40 cm de hauteur. Hémicryptophyte stolonifère, elle assure sa multiplication végétative par des stolons épigés (avec présence quelquefois de rosettes) qui la rendent facilement envahissante. Au printemps, les tiges horizontales de cette plante tapissante poussent vers le haut, à la verticale, et émettent de nombreuses petites fleurs violacées au niveau des nœuds. Elle est nommée « lierre terrestre » en raison de sa ressemblance approximative avec le lierre grimpant et de son port rampant sur le sol, mais sans s'élever sur un support.
Les tiges à section quadrangulaire, souvent rougeâtres à la base, sont glabres ou subglabres. Les feuilles à pétioles (de 4,5 à 8 cm de longueur) et sans stipules, se présentent opposées par paires sur les tiges. Ces feuilles vert-jaune, à nervation palmée sont réniformes (forme de rein) à la base, cordiformes (forme de cœur) plus haut ; elles sont souvent légèrement duveteuses, généralement vert foncé luisant sur le dessus mais peuvent aussi être légèrement violacées ; leur face inférieure est plus claire et porte des glandes d'huiles essentielles ; leurs bords ont des crénelures arrondies régulières et sont fréquemment ciliés ; leurs pétioles de section ronde sont de longueur variable mais plus courte que les entre-nœuds.

### Appareil reproducteur
Les fleurs violettes, groupées par deux, trois ou quatre (parfois plus mais le plus souvent trois) unilatérales en inflorescence à l'aisselle des feuilles, sont portées sur des hampes florales érigées dont la hauteur varie de 5 à 30 cm. Elles sont latéralement symétriques. Leur calice tubuleux et droit a 15 nervures et 5 dents légèrement inégales. Leur corolle bilabiée, longue de 10 à 20 mm, a un tube droit et saillant fait de 5 pétales soudés et une gorge dilatée. La lèvre supérieure est dressée, plane et échancrée en deux lobes; la lèvre inférieure a trois lobes plus larges, avec celui du milieu en forme de cœur inversé. Leur couleur va du rose au bleu-violet ou lilas violacé, et elles sont tachetées de pourpre sur la lèvre supérieure. La floraison précoce en mars-avril dure jusqu'à l'automne. L'androcée est constitué de 4 étamines rapprochées (souvent rudimentaires ou absentes), les 2 intérieures plus longues ; leurs anthères à loges divergentes sont disposées en croix. Le fruit est un tétrakène schizocarpe avec le calice persistant.

Toute la plante émet une odeur balsamique agréable, et a un goût aromatique rappelant la menthe avec une pointe d'amertume ou d'âcreté pour les feuilles et tiges ; la fleur est plus suave.

## Habitat et distribution
Cette espèce nitrocline préfère l'humus et la mi-ombre humide (elle occupe notamment les aulnaies et frênaies), mais peut aussi s'accommoder du soleil. Formant des tapis denses dans les lieux ombragés quand le sol est riche et humide, elle est caractéristique des communautés nitrophiles de lisières externes ou internes des forêts (chênaies-charmaies), mais est aussi très commune en taillis rudéralisés, le long des bords de route et de chemin, des haies et des friches, près des habitations (la plante résistant à la tonte grâce à ses tiges traçantes), sur la quasi-totalité du territoire français et la Corse, ainsi que le reste de l'Europe, l'Asie occidentale et boréale jusqu'au Japon.
Selon POWO, l’aire de répartition naturelle de cette espèce s’étend de l’Europe à la Sibérie et au Xinjiang. Originaire d'Eurasie, elle a colonisé l'Amérique du Nord après y avoir été amenée par les colons européens.

## Usages

### Usage historique
Jadis, Glechoma hederacea était considérée comme une plante magique associée à la magie blanche.
La « couronne de terre » est toute bénéfique. Placée sous la couche des jeunes mères, avec d'autres herbes, elle avait la vertu de leur redonner des forces après le travail de l'enfantement.
Elle jouissait déjà, au XIIe siècle, de la réputation de pectoral. Les médecins de la Renaissance y voyaient un vulnéraire puissant, guérissant les plaies internes et les brûlures. Au XVIIIe siècle, on appliquait sa décoction sur la tête des fous.
Sa floraison précoce en mars-avril et durant jusqu'à l'automne, en fait l'une des premières fleurs de l'année et d'autant plus précieuse pour les insectes se nourrissant de nectar et notamment les bourdons.

Elle a servi à clarifier, aromatiser et préserver la bière jusqu'au XVIIe siècle, avant l'utilisation du houblon,. L'un de ses noms communs liés à la fabrication de la bière en anglais, est « gill », qui vient du français « guiller » (dit de la bière en fermentation).
Elle a également été longtemps considérée comme une panacée.

### Usage moderne
C'est une plante mellifère dont le parfum très particulier des feuilles (rappelant à la fois la menthe, le citron et l'humus)  peut remplacer celui de la menthe pour relever les salades ou les soupes, aromatiser des apéritifs à base de jus de pomme ou de vin blanc, des cocktails, ou se marier avec des préparations à base de chocolat. Tout comme la menthe, le lierre terrestre peut être utilisé pour confectionner un sirop.
Le chef étoilé Marc Veyrat s'en sert pour accompagner un rouget. Les fleurs servent parfois pour aromatiser et décorer les gâteaux, les glaces. Les feuilles et jeunes pousses utilisables toute l'année deviennent cependant amères et astringentes en raison de leur richesse en tanins, aussi est-il préférable de les cueillir lorsqu'elles sont assez jeunes ou les utiliser en tisane.
Il est recommandé de ne pas l'ingérer en grandes quantités. Les chats et chiens peuvent se rendre malades en en mangeant beaucoup. L'ensemble de la plante est aussi dangereux pour les tortues terrestres et les reptiles de façon générale. Des cas d'intoxication  de bétail et de chevaux qui en ont consommé en quantité sont signalés en Europe de l'Est.

## Propriétés médicinales
Le Lierre terrestre contient du tanin, une huile essentielle, et un taux élevé de vitamine C. On y trouve aussi du 1,8-cinéole (également appelé eucalyptol), α-pinène, apigénine, β-sitostérol, bornéol, acide caféique, acide férulique, hyperoside, iode, lutéoline, menthol, acide oléanolique (un vasodilatateur démontré), acide rosmarinique, rutine, acide ursolique.
Ses qualités médicinales sont connues depuis au moins la Grèce ancienne. Galien la recommandait pour les inflammations oculaires. L'herbaliste anglais John Gerard (1545-1607) la recommandait pour les tintements d'oreille. Cette plante dite adaptogène est traditionnellement utilisée en phytothérapie comme  diurétique (une aide pour les désordres rénaux), astringent, stomachique (aliment tonique et stimulant doux notamment pour les indigestions), vulnéraire (aide à la cicatrisation des blessures externes), anti-inflammatoire, expectorant (sommité fleurie utilisée pour les affections bronchiques), et pour soulager les hémorroïdes. Des recherches sont menées sur de possibles effets anticancéreux .

## Risques de confusion
Les feuilles de Lierre terrestre peuvent être confondues avant la floraison, avec celles d'autres plantes comestibles :
- la jeune Mauve, dont la feuille est cependant plus dentée que crénelée ;
- la Violette dont la feuille écrasée est gluante (en raison de la présence de mucilages) et non-odorante ;
- la jeune feuille d'Alliaire dont la feuille est plus claire, a une crénelure plus irrégulière et produit une odeur d'ail ou de choux ;
- les feuilles de Lamiers ou les Dorines ;

ainsi qu'avec certaines plantes toxiques :
- Meehania cordata (voir photo ci-dessous) ;
- Ficaire (voir photo ci-dessous) ;
- Véronique de Perse (voir photo ci-dessous).

L'odeur de la feuille froissée et plus encore la floraison permettent de lever le doute.

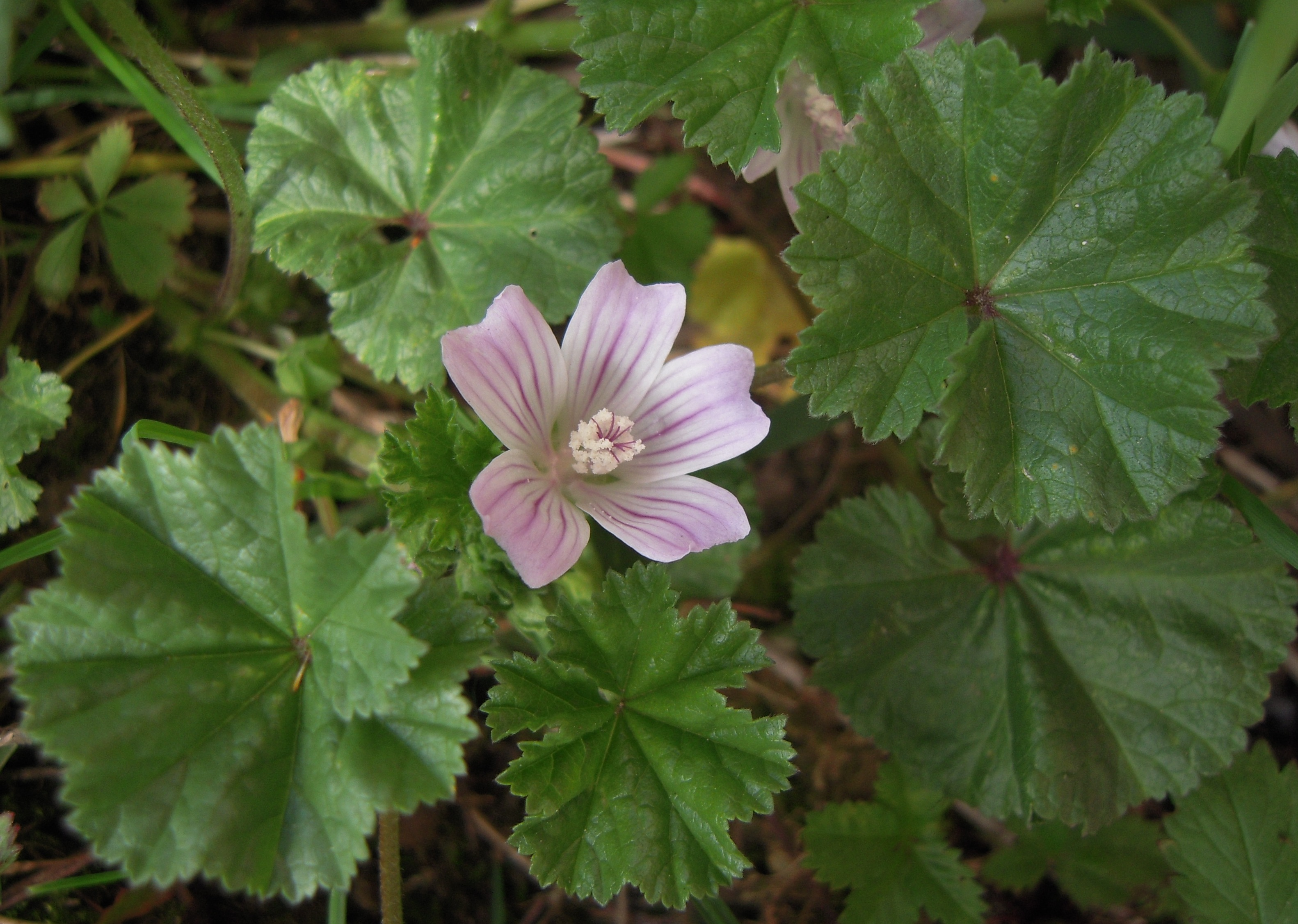
Mauve commune à tige non-carrée.
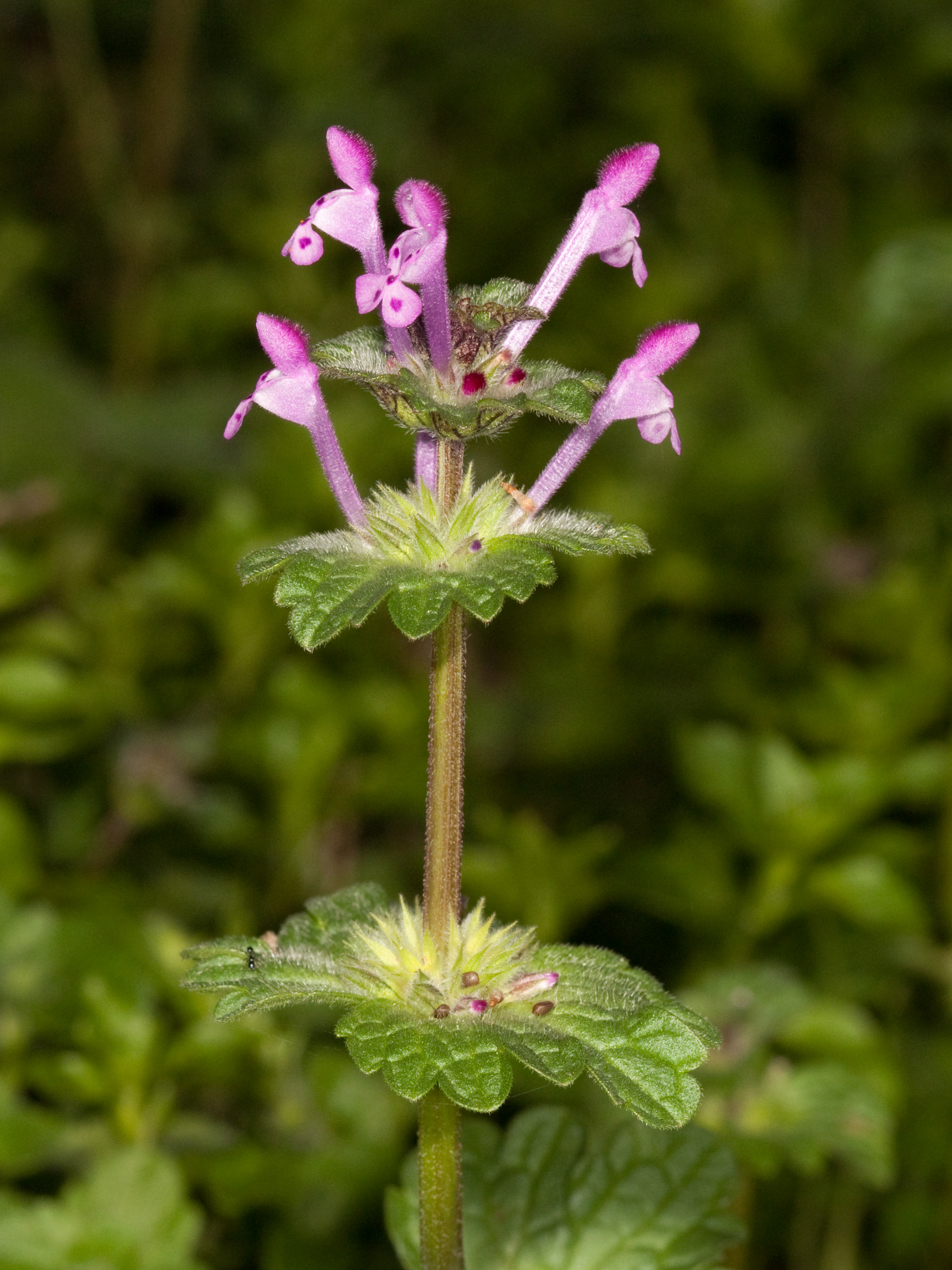
Lamier amplexicaule sans tige traçante, ne s'enracine pas aux nœuds.
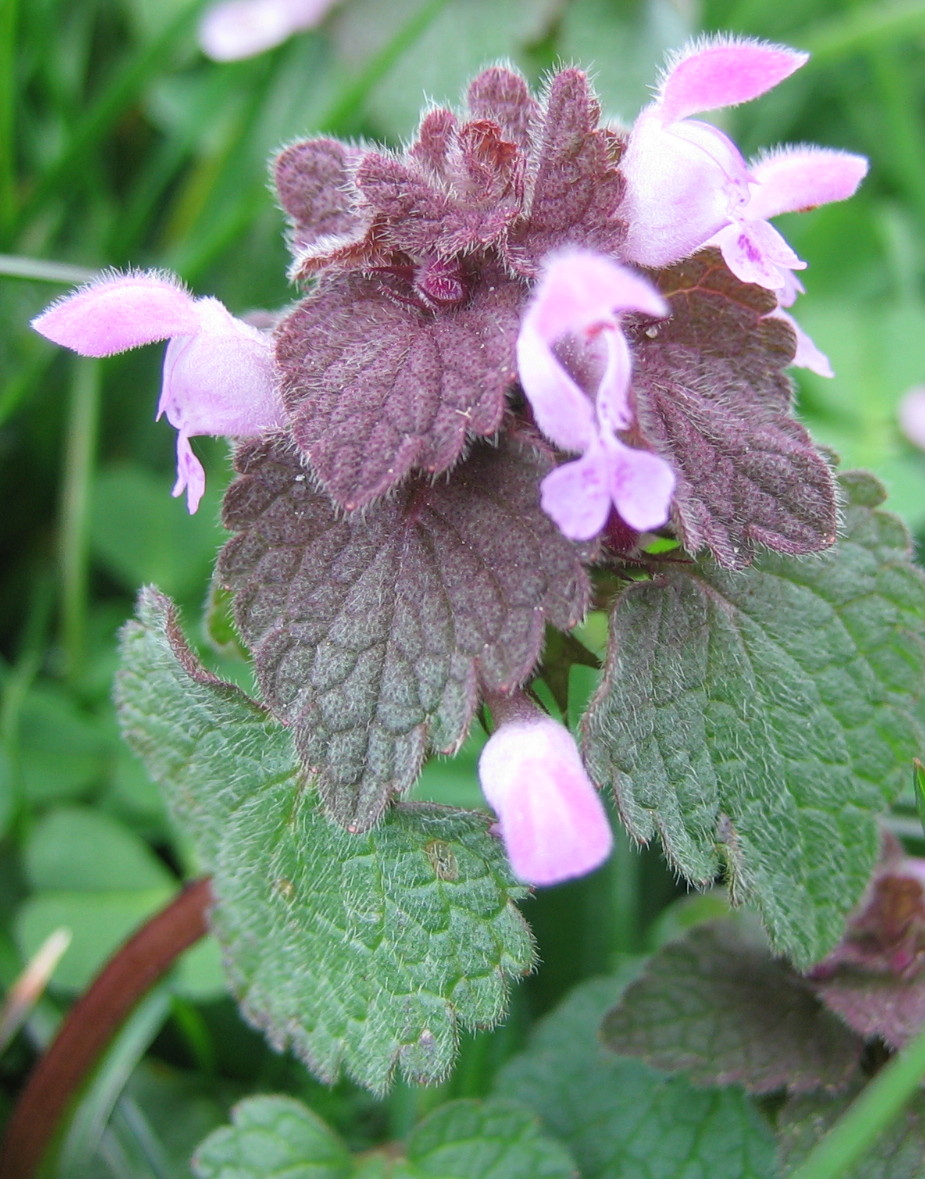
Le Lamier pourpre est également dépourvu de stolon.
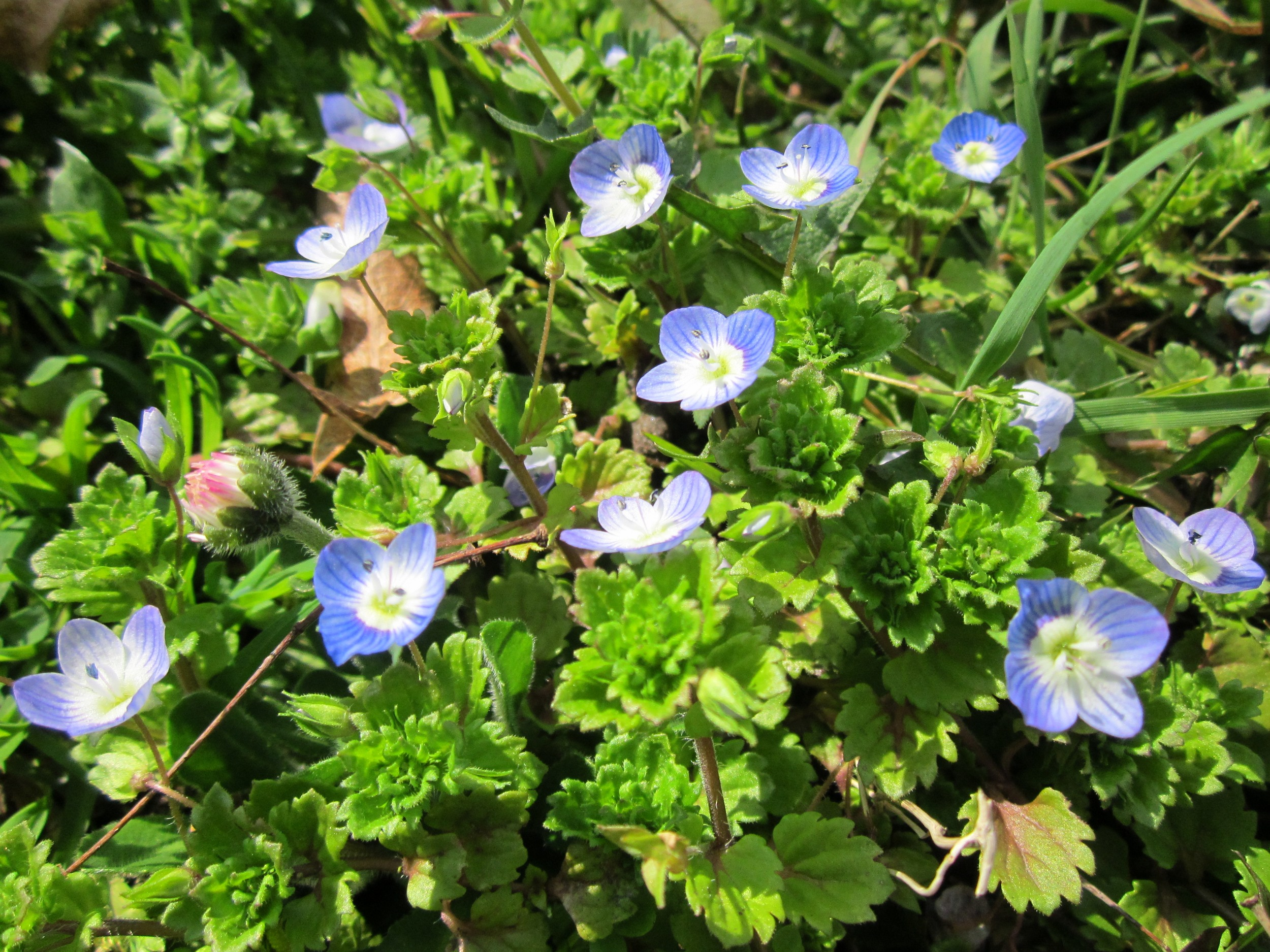
La Véronique de Perse a une fleur bleue bien distincte.
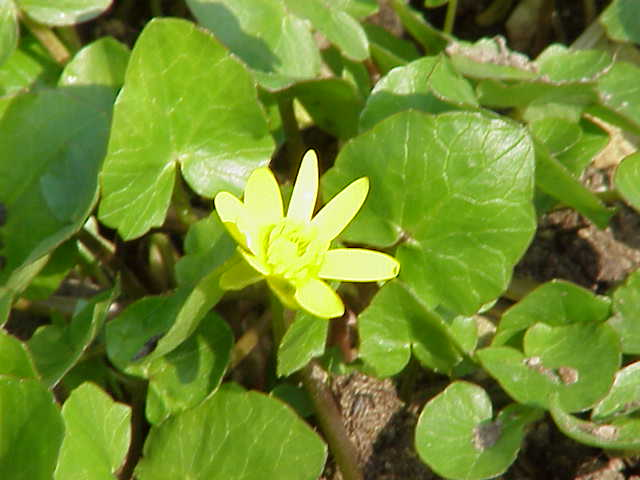
La feuille de Ficaire ondule légèrement, sa base dessinant souvent un triangle aigu.
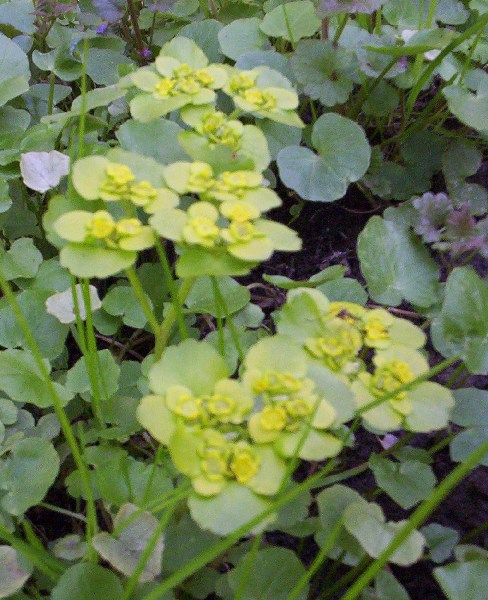
La Dorine à feuilles alternées qui ont des lobes bien incisés.
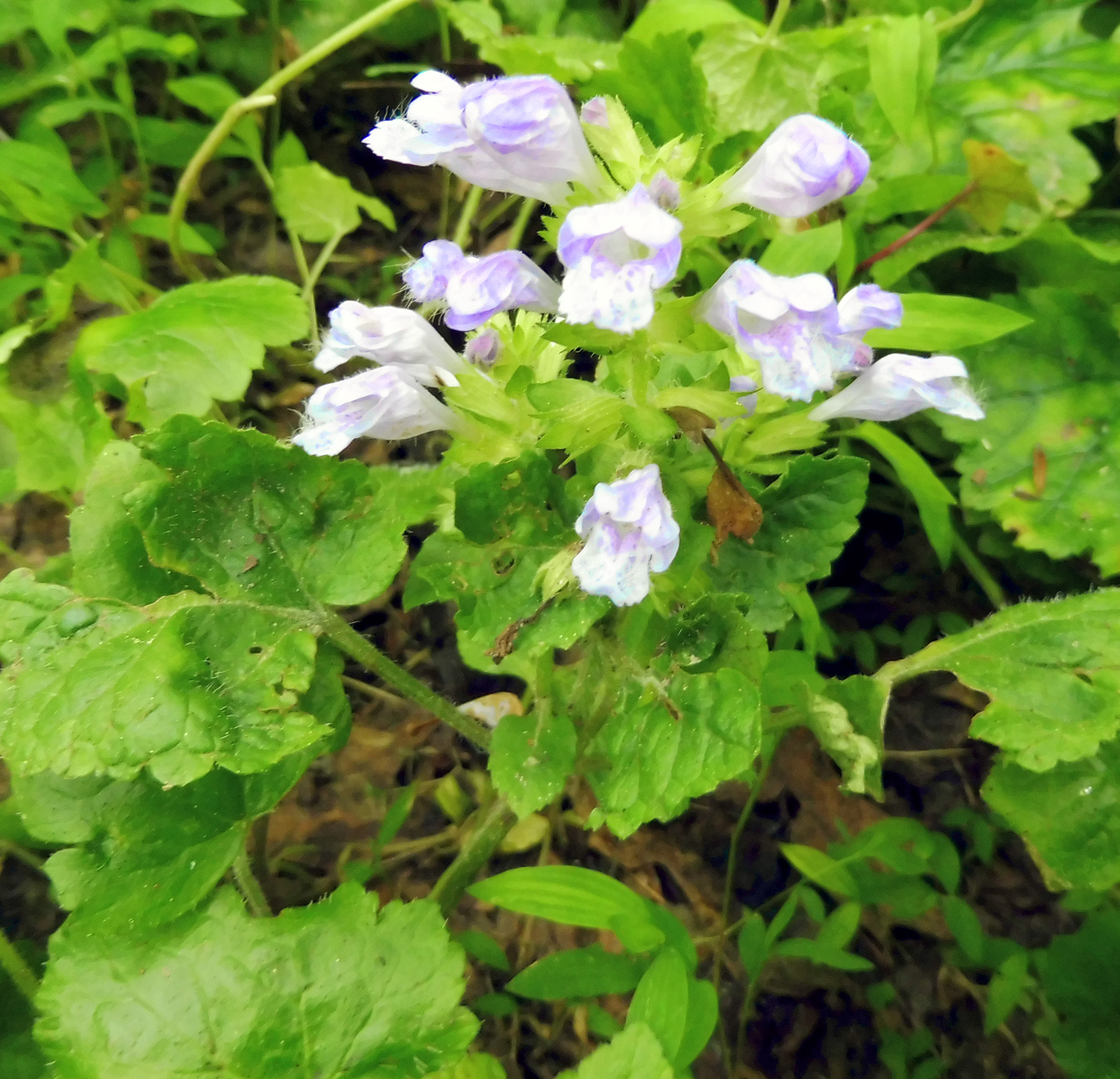
Meehania cordata est une vivace indigène de l'Amérique du Nord.